# Membrana de Schneider

La membrana de Schneider tapiza el interior del seno maxilar en la cara

La membrana de Schneider o membrana sinusal, es una fina capa de células, de un grosor entre 0.3 y 0.8 mm, que se encuentra situada revistiendo el interior del seno maxilar, en contacto con el periostio. Tiene un color rojizo o púrpura y está constituida por células que forman un epitelio de tipo respiratorio seudoestratificado, incluyendo células caliciformes secretoras de moco y numerosas glándulas serosas y mucosas. La membrana de Schneider puede romperse o perforarse accidentalmente durante procedimientos de cirugía, por ejemplo en la técnica de elevación del seno maxilar, la cual se realiza cuando no hay suficiente altura ósea en el maxilar superior para colocar implantes dentales.